# Bassett (Iowa)
Bassett è un comune degli Stati Uniti d'America, situato nello Stato dell'Iowa, nella contea di Chickasaw.